# Vi er Rusland
|  | Denne artikel er oprettet af botten Steenthbot ud fra en ekstern database. Den kan derfor have sproglige fejl eller mangler. Denne skabelon kan fjernes efter kontrol af indholdet. |

Vi er Rusland er en dansk dokumentarfilm fra 2023 instrueret af Sybilla Tuxen.

## Handling
Silent Sun of Russia portrætterer en generation af unge russere i perioden 2018 til 2022. Filmen følger tre unge kvinder, Alika, Alyona og Katya, de er rebeller og anarkister og en del af en global ungdom, som drømmer om at leve et moderne liv i frihed. En gennemtrængende følelse af uro og uvidenhed om fremtiden gennemsyrer de unge kvinders liv, og efter Ruslands invasion af Ukraine befinder de sig i en ny virkelighed der afkræver svære valg. I søgen efter kærlighed, venskab og drømmen om at flygte fra Putins Rusland lever de i uvished, og længslen erstattes af svære følelser og forsøg på at fortrænge realiteterne. Filmen fortæller intimt og poetisk om de aktuelle livsvilkår og de uopsættelige beslutninger, som unge russere, der ikke kan se en fremtid i Rusland, står overfor i dag.